# Heart Song II
『Heart Song II』は、クリス・ハートの2枚目のカバー・アルバム、通算3枚目のアルバム。2014年6月25日にUNIVERSAL SIGMAよりリリースされた。

## 概要
前作より3ヶ月ぶり、カバーアルバムとしては『Heart Song』以来1年ぶりとなるアルバム。
選曲はファンからのリクエストも参考になっている。

### 仕様
「通常盤」「初回盤」の2形態で発売。
初回限定盤には2013年11月7日に実施された東京・Zepp Tokyo公演から5曲のライブ映像と、「I LOVE YOU」を題材に制作された短編ドラマ「アイ ラブ ユー」（浅見れいな・大和田健介出演）を収録したDVDが付属。

## チャート成績
2014年7月7日付のオリコン週間ランキングでは週間2位にランクインした。2番目に売れたアルバム。

## 収録曲
CD
1. ラブ・ストーリーは突然に 【作詞作曲:小田和正】
2. 糸 【作詞作曲:中島みゆき】
3. アイ 【作詞作曲:秦基博】
4. First Love 【作詞作曲:宇多田ヒカル】
5. みんな空の下 【作詞作曲:絢香】
6. うれしい!たのしい!大好き! 【作詞作曲:吉田美和】
7. 歩いて帰ろう 【作詞作曲:斉藤和義】
8. 手紙 〜愛するあなたへ〜 【作詞作曲:藤田麻衣子】
9. 道標 【作詞作曲:福山雅治】
10. YELL 【作詞作曲:水野良樹】
11. 青春の影 【作詞作曲:財津和夫】
12. 奏(かなで) 【作詞作曲:大橋卓弥,常田真太郎】
13. WILL 【作詞:秋元康/作曲:川口大輔】
14. 生まれ来る子供たちのために 【作詞作曲:小田和正】

全曲編曲:福田貴史
DVD 「こころのうた2013〜Heart Song〜」ツアー・ファイナル@ZEPP TOKYO（2013.11.7）より
1. レイニーブルー
2. 楓
3. まもりたい〜magic of a touch〜
4. 涙そうそう
5. I LOVE YOU (短編ドラマ)